# John Otway

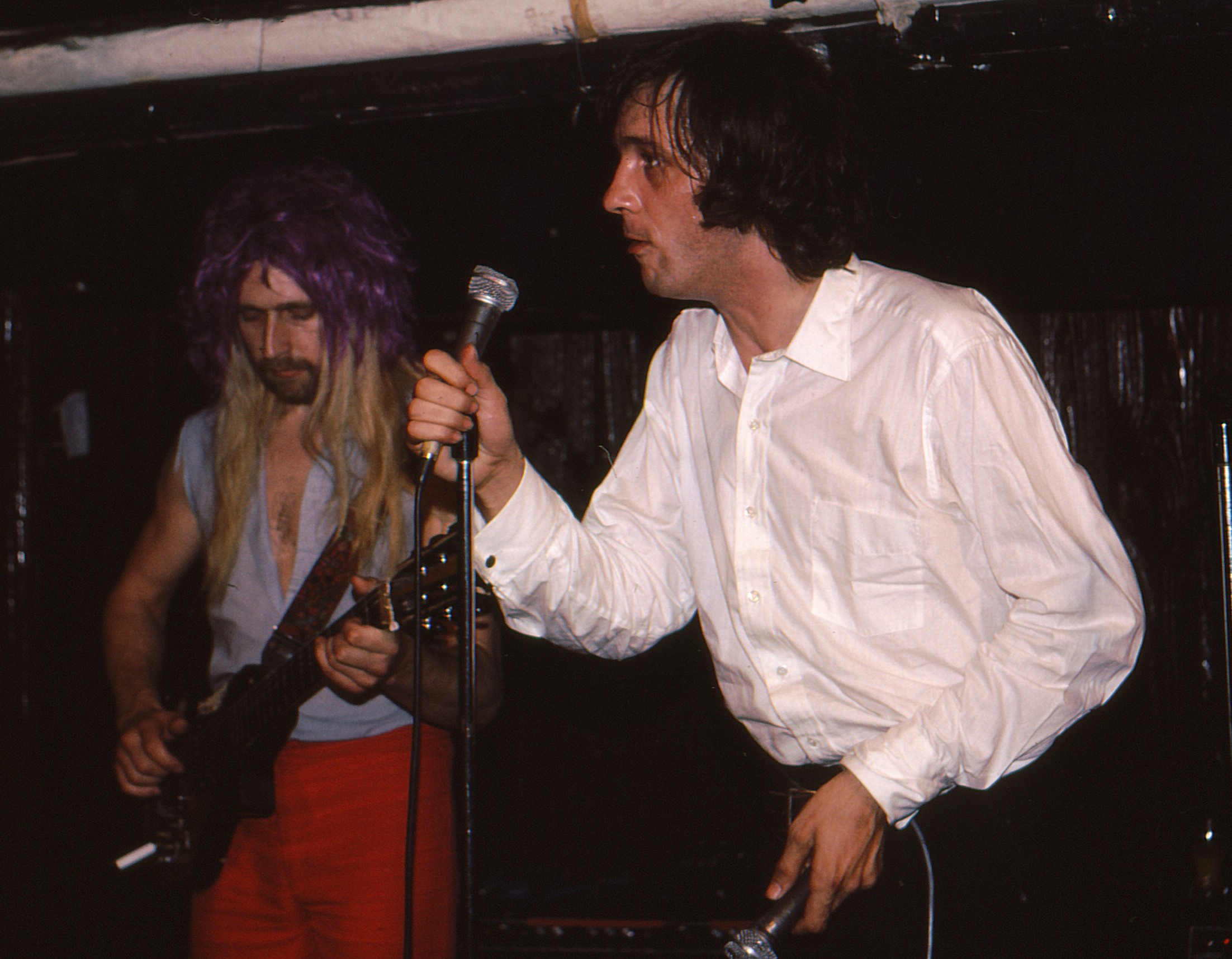
Wild Willy Barrett och John Otway 1981.

John Otway, född 2 oktober 1952 i Aylesbury i Buckinghamshire i England, är en engelsk sångare, låtskrivare och multiinstrumentalist. Otway har sedan 1970-talet gett ut ett flertal album tillsammans med multiinstrumentalisten Wild Willy Barrett. Han har även gett ut flera soloalbum. Hans musik rör sig i ett spektrum av pubrock och folkrock med egensinniga texter. Otways kommersiella framgångar har genom åren varit begränsade, men han har åtföljts av en mindre skara hängivna fans. 1977 hade han tillsammans med Barrett sin största hit med låten "Really Free" som nådde plats 27 på Englandslistan.

## Diskografi, album
- John Otway & Wild Willy Barrett (1977)
- Deep & Meaningless (1978)
- Where Did I Go Right? (1979)
- Way & Bar (1980)
- All Balls & No Willy (1982)
- The Wimp & The Wild (1989)
- Under the Covers and Over the Top (1992)